# Борилово
Бори́лово (болг. Борилово) — село в Старозагорській області Болгарії. Входить до складу общини Стара Загора.

## Населення
За даними перепису населення 2011 року у селі проживали 236 осіб, з них 234 особи (99,6%) — болгари.
Розподіл населення за віком у 2011 році:
Динаміка населення: